# 革叶茶藨子
革叶茶藨子（学名：Ribes davidii），为虎耳草科下的一个植物变种。